# C/2013 A1
C / 2013 A1 (Siding Spring) je kometa původem z Oortova oblaku objevená 3. ledna 2013 Robertem H. McNaughtem v Siding Spring Observatory v Austrálii za pomoci použití půlmetrového Schmidtova teleskopu. Poprvé byla kometa byla zachycena již 8. prosince 2012, ale popsána byla až o měsíc později. V době objevu byla kometa vzdálena 7,2 AU od Slunce.

## Průlet kolem Marsu

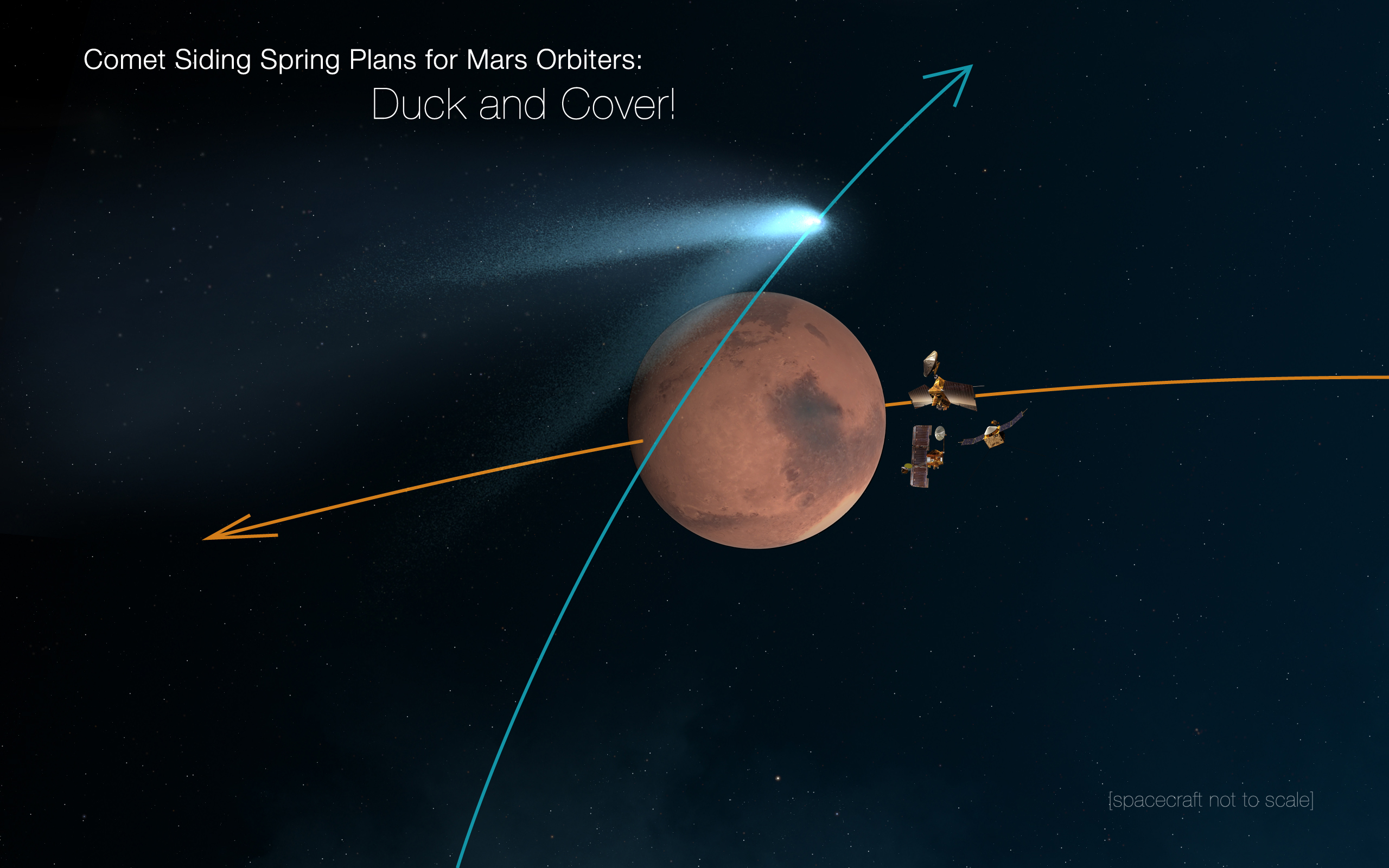
Průlet komety kolem Marsu na kresbě NASA

Existovala malá šance, že se tato kometa 19. října 2014 srazí s Marsem (počátkem března 2013 byla pravděpodobnost nárazu odhadnuta na 0,08 %). Kometa měla proletět 0,005 AU (750 000 km) od jádra Marsu.
Novější měření a výpočty Leonida Elenina ze dne 27. února 2013 však naznačovaly, že přiblížení by mohlo být mnohem těsnější, až na 41 300 km (0,000276 AU) od středu Marsu – asi 37000 km od povrchu, přičemž srážka nebyla vyloučena. Relativní rychlost komety vůči Marsu byla předběžně určena na 56 km/s.
Diskutovalo se také o rozměrech jádra komety: první odhady hovořily o průměru až 50 km, postupem času se prosadily střízlivější předpoklady, podle nichž nemá víc než 2 km.
Kometa dosáhla největší blízkosti k Marsu 19. října 2014 v 18:30 UTC, bylo to asi 140 000 km (k Zemi se v historické době žádné kosmické těleso takto nepřiblížilo). Nesrazila se s žádnou družicí na oběžné dráze Marsu a pokračovala směrem ke Slunci, perihélia dosáhla 25. října 2014.